# Élections générales néo-écossaises de 2003

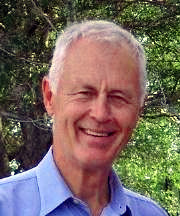
John Hamm

L'élection générale néo-écossaise de 2003 se déroule le 5 août 2003 afin d'élire les députés de la 59e législature à l'Assemblée législative de la province de Nouvelle-Écosse (Canada). Le Parti progressiste conservateur, dirigé par le premier ministre John Hamm, est réélu mais est réduit à un gouvernement minoritaire.

## Contexte
L'élection est déclenchée par les conservateurs qui décident de tenir une élection estivale, fait rare, dans le but de renforcer leur position à l'Assemblée législative. Ils font face au Nouveau Parti démocratique (NPD) dirigé par Darrell Dexter, et au Parti libéral, dirigé par Danny Graham.
Le parti de Hamm fait campagne sur la gestion fiscale, proposant des réductions d'impôts et vantant leur bilan d'avoir respecté la plupart de leurs promesses. Bien que le NPD soit en accord avec le principe des réductions d'impôts, leur cause principale est la création d'une compagnie d'assurance automobile publique. Les libéraux sont le seul parti à s'opposer à la réduction des impôts.
En général, la campagne est calme et sans histoires. Hamm est critiqué pour un grand nombre de programmes de dépenses publiques, dont un chèque de retour d'impôt de 150 $ envoyé à chaque contribuable juste avant l'élection. Le parti est également critiqué pour avoir déclenché une élection en été alors que la plupart des gens avaient la tête à autre chose. Le style affable de Darrell Dexter s'avère populaire auprès des électeurs et marque un changement avec les positions socialistes stridentes provenant habituellement du NPD. Danny Graham est un jeune chef populaire, mais peine à faire sa marque.
L'élection est considérée comme un échec pour les libéraux et les conservateurs ; pour le NPD, c'était un succès modéré.
Cette élection est notable du fait qu'il s'agit de l'une des dernières élections canadiennes dans laquelle les sujets britanniques peuvent voter (un très petit nombre peuvent toujours voter au niveau provincial en Saskatchewan s'ils étaient qualifiés avant 1971).

## Résultats
| Parti | Parti                      | Chef           | Sièges | Sièges | Sièges  | Voix    | Voix    | Voix    |
| ----- | -------------------------- | -------------- | ------ | ------ | ------- | ------- | ------- | ------- |
| Parti | Parti                      | Chef           | 1999   | Élus   | % Diff. | #       | %       | % Diff. |
|       | Progressiste-conservateur  | John Hamm      | 30     | 25     |         | 148 182 | 36,32 % |         |
|       | Nouveau Parti démocratique | Darrell Dexter | 11     | 15     |         | 126 479 | 31,00 % |         |
|       | Libéral                    | Danny Graham   | 11     | 12     |         | 128 417 | 31,47 % |         |
|       | Indépendant                | Indépendant    | -      | -      | -       | 1 694   | 0,46 %  |         |
|       | Nova Scotia Party          |                | -      | -      | -       | 1 637   | 0,40 %  |         |
|       | Marijuana                  |                | *      | -      | *       | 1 608   | 0,39 %  | *       |
| Total | Total                      | Total          | 52     | 52     | -       | 408 017 | 100 %   |         |

* N'a pas présenté de candidats lors de l'élection précédente.

## Source
- (en) Cet article est partiellement ou en totalité issu de l’article de Wikipédia en anglais intitulé « Nova Scotia general election, 2003 » (voir la liste des auteurs).
- Nova Scotia Provincial Election - August 5th,2003 — Elections Nova Scotia